# Електрична підстанція

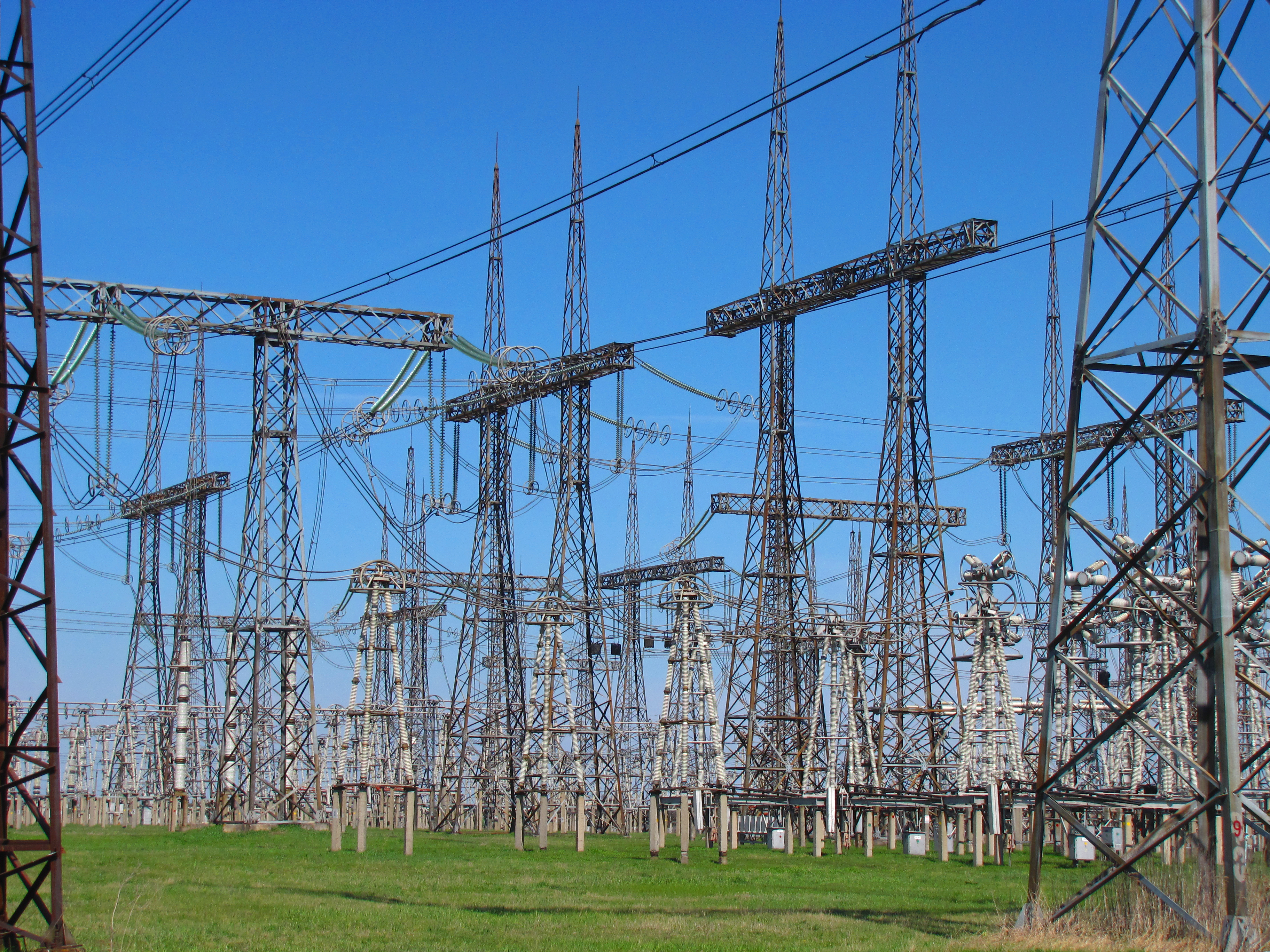
Електрична підстанція 750 кВ

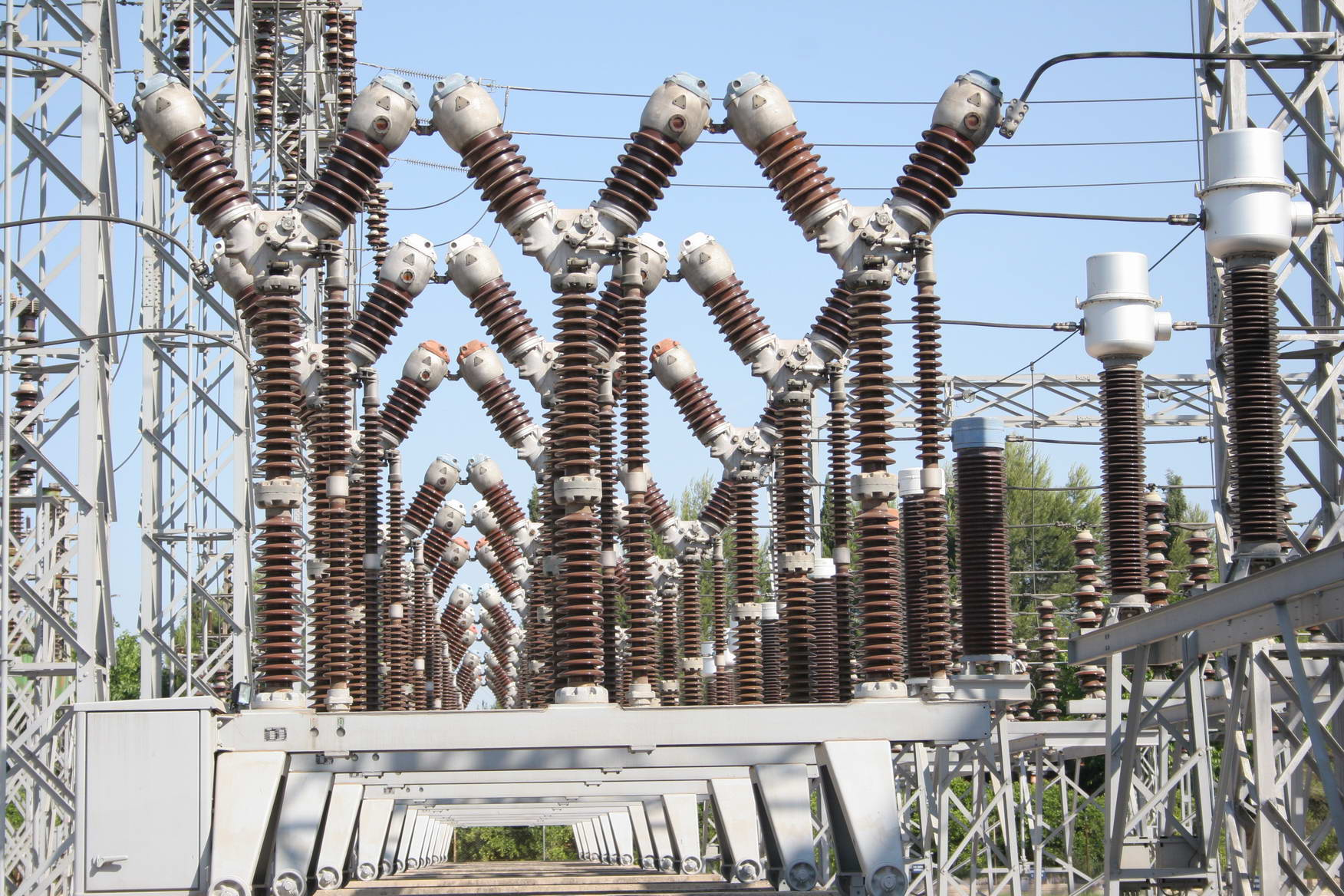
Розрядники на підстанції

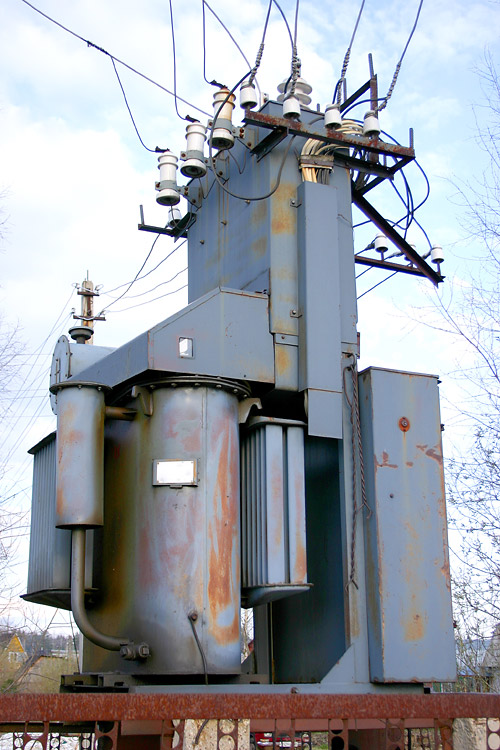
Щоглова трансформаторна підстанція (використовується у сільській місцевості)

Електрична підстанція, електропідста́нція (англ. electric substation, нім. Unterwerk, Umspannwerk) — електроустановка, призначена для перетворення та розподілу електричної енергії.

## Класифікація електричних підстанцій
В залежності від призначення можуть бути трансформаторними (ТП) або перетворювальними (ПП)
- Трансформаторні підстанції — підстанції, призначені для перетворення електричної енергії однієї напруги в енергію іншої напруги за допомогою трансформаторів.
- Перетворювальні підстанції — підстанції, призначені для перетворення роду струму або його частоти.

Електричний розподільний пристрій, що не входить до складу підстанції, називається розподільчим пунктом.
Призначена для перетворення змінного струму в постійний і наступного перетворення постійного струму в змінний вихідної чи іншої частоти перетворювальна підстанція називається вставкою постійного струму.
За значенням в системі електропостачання:
- Головні знижувальні підстанції (ГЗП);
- Підстанції глибокого вводу (ПГВ);
- Тягові підстанції для потреб електричного транспорту, часто такі підстанції бувають трансформаторно-перетворювальними для живлення тягової мережі постійним струмом;
- Комплектні трансформаторні підстанції 10 (6) / 0,4 кВ (КТП). Останні називаються цеховими підстанціями в промислових мережах, міськими — у міських мережах.

Залежно від місця і способу приєднання підстанції до електричної мережі нормативні документи не встановлюють класифікації підстанцій за місцем і способом приєднання до електричної мережі. Однак ряд джерел дає класифікацію виходячи з застосовуються типів конфігурації мережі та можливих схем приєднання підстанцій.
- Тупикові — живляться по одній або двох радіальних лініях
- Відгалужувальні — приєднуються до однієї або двом проходять лініях на відгалуженнях
- Прохідні — підключаються до мережі шляхом заходу одній лінії з двостороннім живленням
- Вузлові — приєднуються до мережі не менш як трьома лініями живлення.

Відгалужувальні і прохідні підстанції об'єднують поняттям проміжні, яке визначає розміщення підстанції між двома центрами живлення або вузловими підстанціями. Прохідні та вузлові підстанції, через шини яких здійснюються перетоки потужності між вузлами мережі, називають транзитними.
Також використовується термін «опорна підстанція», який як правило позначає підстанцію більш високого класу напруги по відношенню до даної підстанції або мережі.
За місцем розміщення підстанції поділяються на:
- Відкриті — устаткування якої розташоване на відкритому повітрі.
- Закриті — підстанції, обладнання яких розташоване в будівлі.

Електропідстанції можуть розташовуватися на відкритих майданчиках, у закритих приміщеннях (ЗТП — закрита трансформаторна підстанція), під землею і на опорах (ЩТП — щоглова трансформаторна підстанція), у спеціальних приміщеннях будівель-споживачів. Вбудовані підстанції — типова риса великих будівель і хмарочосів.